# National Popular Vote Interstate Compact
Het National Popular Vote Interstate Compact (NPVIC) is een overeenkomst tussen een groep Amerikaanse staten en het District of Columbia om hun kiesmannen bij presidentsverkiezingen automatisch toe te kennen aan de kandidaat die nationaal het meeste voorkeursstemmen haalt, in het geval dat de NPVIC-leden samen goed zijn voor minstens de helft van de kiesmannen. Zo willen zij ervoor zorgen dat de kandidaat met landelijk het meeste stemmen daadwerkelijk verkozen wordt. In het huidige stelsel kan een kandidaat namelijk het Kiescollege winnen met minder stemmen maar meer kiesmannen dan zijn tegenstander.
De vrijwillige overeenkomst is ondertekend door Californië, Connecticut, Colorado, Delaware, Hawaï, Illinois, Maryland, Massachusetts, New Jersey, New Mexico, New York, Oregon, Rhode Island, Vermont, Washington en Washington D.C. De deelnemers aan het compact hebben gezamenlijk 195 kiesmannen, ofwel 36,2% van het totaal en 72,2% van de kiesmannen die nodig zijn om het compact in werking te laten treden. De ondertekenende staten hebben in het zittingsjaar 2019/20 allemaal een Democratische meerderheid in beide kamers. De kans is klein dat swing states zich bij de overeenkomst aansluiten omdat hierdoor de Republikeinse invloed zou verminderen. Het wordt noodzakelijk geacht dat staten met een Republikeinse meerderheid zich aansluiten bij het compact. Het pact treedt pas in werking zodra de ondertekenaars 270 kiesmannen of meer vertegenwoordigen.